# Primera Divisió 2024-2025
La Primera Divisió 2024-2025 è stata la 30ª edizione della massima serie del campionato andorrano di calcio, iniziata il 14 settembre 2024 e terminata il 18 maggio 2025.
L'UE Santa Coloma era la squadra campione in carica, mentre la competizione è stata vinta dall'Inter Escaldes, al suo quarto titolo nazionale.

## Stagione

### Novità
Dalla stagione precedente sono stati retrocessi Atlètic Amèrica, ultimo classificato in campionato, e Carroi, sconfitto nei play-off promozione/retrocessione. Al loro posto dalla Segona Divisió sono stati promossi FS La Massana, prima del campionato, e Rànger's, vincente dello spareggio promozione/retrocessione.

### Formula
Le 10 squadre partecipanti giocano un girone con partite di andata, ritorno e andata, per un totale di 27 giornate.
Al termine del campionato, la prima classificata è campione di Andorra e si qualifica per la UEFA Champions League 2025-2026, mentre la seconda si qualifica per la UEFA Conference League 2025-2026, insieme con la vincente della Copa Constituciò. L'ultima classificata viene retrocessa in Segona Divisió, mentre la penultima gioca uno spareggio promozione/retrocessione con una squadra di Segona Divisió.

## Squadre partecipanti
| Club                | Città              | Stadio                            | Stagione precedente   |
| ------------------- | ------------------ | --------------------------------- | --------------------- |
| Atlètic Escaldes    | Escaldes-Engordany | Estadi Comunal d'Aixovall         | 3° in Primera Divisió |
| Esperança d'Andorra | Andorra la Vella   | Stadio comunale di Aixovall       | 8° in Primera Divisió |
| FC Santa Coloma     | Santa Coloma       | Estadi Comunal d'Andorra la Vella | 4° in Primera Divisió |
| Inter Escaldes      | Escaldes-Engordany | Estadi Comunal d'Andorra la Vella | 2° in Primera Divisió |
| FS La Massana       | La Massana         | Estadi Comunal d'Andorra la Vella | Segona Divisió        |
| Ordino              | Ordino             | Centre Esportiu d'Ordino          | 6° in Primera Divisió |
| Pas de la Casa      | Pas de la Casa     | Estadi Comunal d'Andorra la Vella | 7° in Primera Divisió |
| Penya Encarnada     | Andorra la Vella   | Stadio comunale di Aixovall       | 5° in Primera Divisió |
| Rànger's            | Andorra la Vella   | Estadi Comunal d'Andorra la Vella | Segona Divisió        |
| UE Santa Coloma     | Santa Coloma       | Estadi Comunal d'Andorra la Vella | Campione di Andorra   |

## Classifica
|                    | Pos. | Squadra              | Pt | G  | V  | N | P  | GF | GS  | DR  |
| ------------------ | ---- | -------------------- | -- | -- | -- | - | -- | -- | --- | --- |
| Andorra (bandiera) | 1.   | Inter Escaldes       | 62 | 27 | 18 | 8 | 1  | 84 | 19  | +65 |
|                    | 2.   | Atlètic Escaldes     | 55 | 27 | 16 | 7 | 4  | 70 | 25  | +45 |
|                    | 3.   | FC Santa Coloma      | 52 | 27 | 16 | 4 | 7  | 42 | 28  | +14 |
|                    | 4.   | UE Santa Coloma      | 49 | 27 | 14 | 7 | 6  | 56 | 24  | +32 |
|                    | 5.   | Rànger's             | 48 | 27 | 13 | 9 | 5  | 59 | 20  | +39 |
|                    | 6.   | Ordino               | 33 | 27 | 9  | 6 | 12 | 32 | 48  | -16 |
|                    | 7.   | Penya Encarnada (-3) | 30 | 27 | 9  | 6 | 12 | 32 | 46  | -14 |
|                    | 8.   | Pas de la Casa       | 29 | 27 | 8  | 5 | 14 | 35 | 36  | -1  |
|                    | 9.   | Esperança d'Andorra  | 7  | 27 | 1  | 4 | 22 | 14 | 92  | -78 |
|                    | 10.  | FS La Massana        | 5  | 27 | 1  | 2 | 24 | 10 | 102 | -92 |

Legenda:
      Campione d'Andorra e ammessa alla UEFA Champions League 2025-2026
      Ammesse alla UEFA Europa Conference League 2025-2026
 Ammessa allo spareggio promozione-retrocessione
      Retrocessa in Segona Divisio
Note:
Tre punti a vittoria, uno a pareggio, zero a sconfitta.
La classifica viene stilata secondo i seguenti criteri:
- Punti conquistati
- Punti conquistati negli scontri diretti
- Differenza reti negli scontri diretti
- Reti realizzate negli scontri diretti
- Differenza reti generale
- Reti totali realizzate

## Spareggio promozione-retrocessione
Allo spareggio sono ammesse la nona classificata in Primera Divisió e la seconda classificata in Segona Divisió. Dal momento che l'Atlètic Amèrica non ha ottenuto la licenza per giocare nel campionato andorrano l'anno prossimo, il playoff sarà disputato dalla terza classificata, il City Escaldes.
|                     | Risultati |                     | Luogo e data                     |
| ------------------- | --------- | ------------------- | -------------------------------- |
| City Escaldes       | 0 - 2     | Esperança d'Andorra | Escaldes, 24 maggio 2025         |
| Esperança d'Andorra | ANNULLATA | City Escaldes       | Andorra la Vella, 28 maggio 2025 |
|                     |           |                     |                                  |